# Gréoux-les-Bains
 Gréoux-les-Bains  es una población y comuna francesa, situada en la región de Provenza-Alpes-Costa Azul, departamento de Alpes de Alta Provenza, en el distrito de Digne-les-Bains y cantón de Valensole.

## Demografía
| 1039 | 1182 | 1296 | 1635 | 1718 | 1921 |
| Para los censos de 1962 a 1999 la población legal corresponde a la población sin duplicidades (Fuente: INSEE [Consultar]) |      |      |      |      |      |